# Дуріс
Ду́ріс (дав.-гр. Δοῦρις) — давньогрецький вазописець з Афін раннього класичного періоду, творчість якого припадає на середину V століття до н. е.

## Біографічні відомості
Життя Дуріса відоме лише в контексті його творчості, що охоплює 30-40-арічний період, від декількох років перед 500 роком до н. е. й до 470 року до н. е. або трохи пізніше. Він почав свою кар'єру, малюючи для гончарів Клеофрада та Євфронія, перш ніж розпочати тривалу співпрацю з гончарем Пітоном.
У пізній період своєї творчості Дуріс став розписувати ритони — посуд, який походить з Персії, і з'явився в Греції після воєн проти персів, тобто незабаром після 480 року до н. е.

## Особливості творчості
Дуріс працював у червоно- та чорнофігурному стилі і розписував переважно вази. Відомий своєю тонкою креслярською майстерністю та чіткими лініями. Він часто вибирав теми, популярні за архаїчного періоду, наприклад, Золоте руно, але переосмислював їх, роблячи актуальнішими для свого часу. Майже половину його творів складають зображення повсякденного життя.
Йому приписують близько 280 розписів на вазах (переважна більшість на кубках) за стилістичними ознаками, а підпис Дуріса («Дуріс намалював це» чи «Дуріс зробив це») стоїть на 39-и. Цілком можливо, що деякі з малюнків Дуріса відображають нині втрачені монументальні настінні розписи класичної Греції. Враховуючи, що до сучасності дійшли тільки близько 0,5% давньогрецького посуду, Дуріс за свій творчий період міг розписати майже 78 тис. предметів.
Більшість посуду, розписаного Дурісом, виготовив гончар на ім'я Пітон. Інші вазописці наслідували стиль Дуріса та навіть підписували власні твори його іменем. Дуріс перестав підписувати власні твори, коли здобув славу.

## Галерея

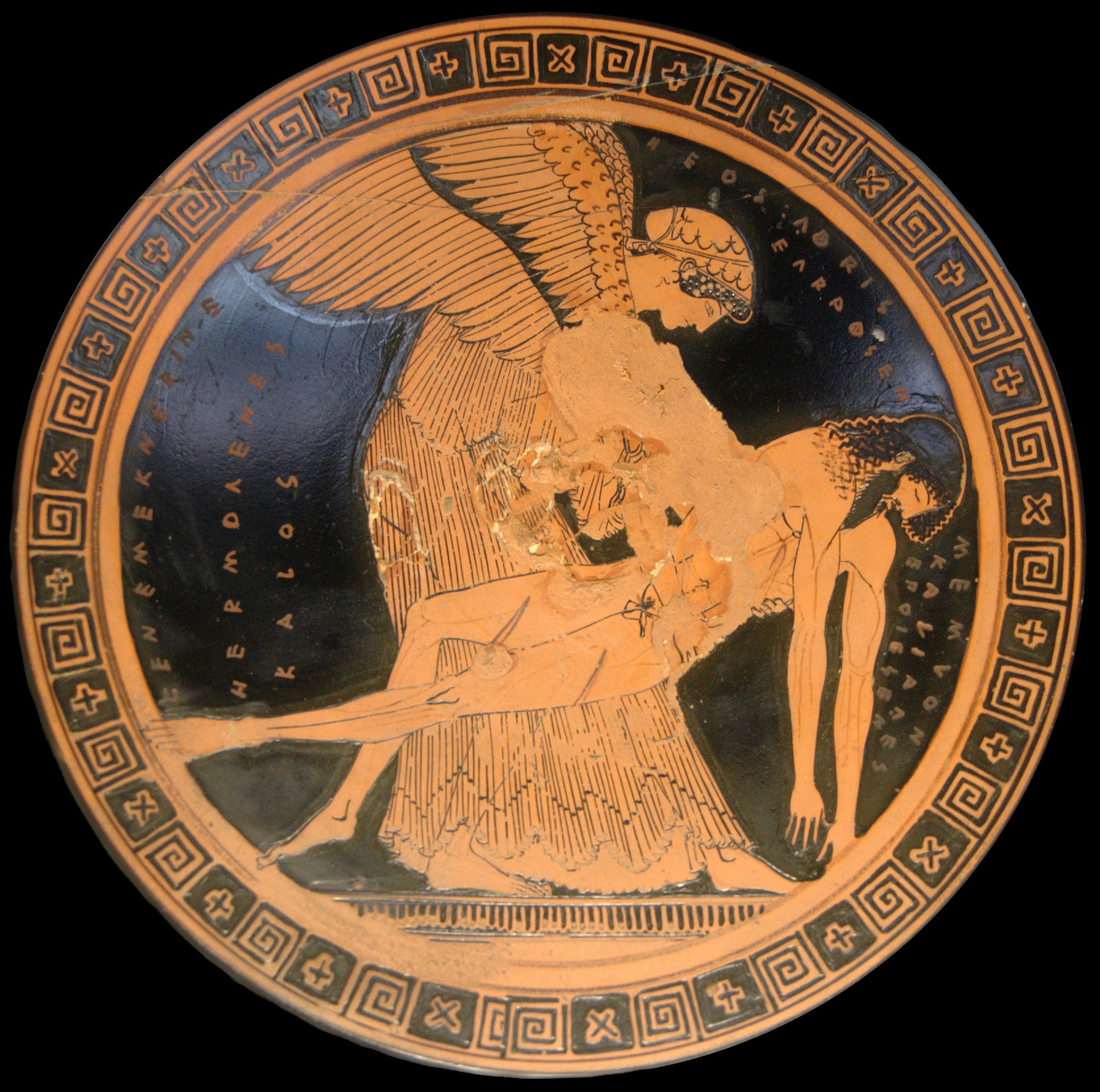
Еос оплакує Мемнона або П'єта Мемнона Еос піднімає тіло свого сина Мемнона, підпис Дуріса
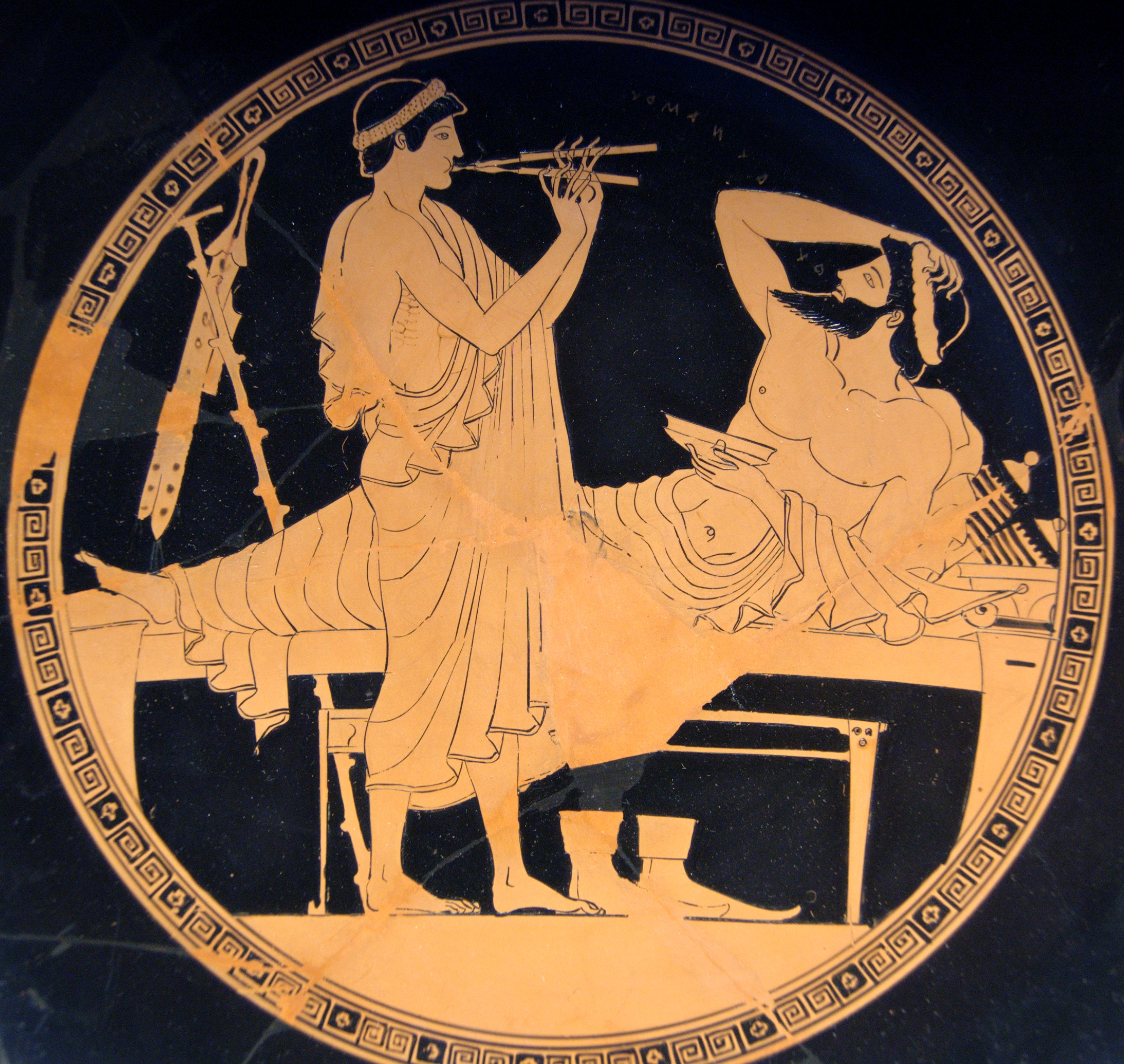
Вазописець Дуріс. Сцена сімпосію, бл. 480 року до н.е. Державне античне зібрання, Мюнхен
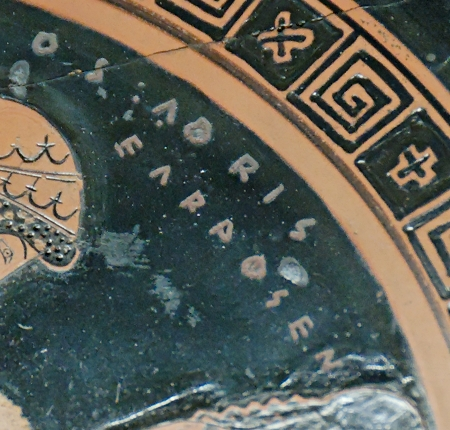
Підпис вазописця Дуріса, кілікс зі збірок  Лувра
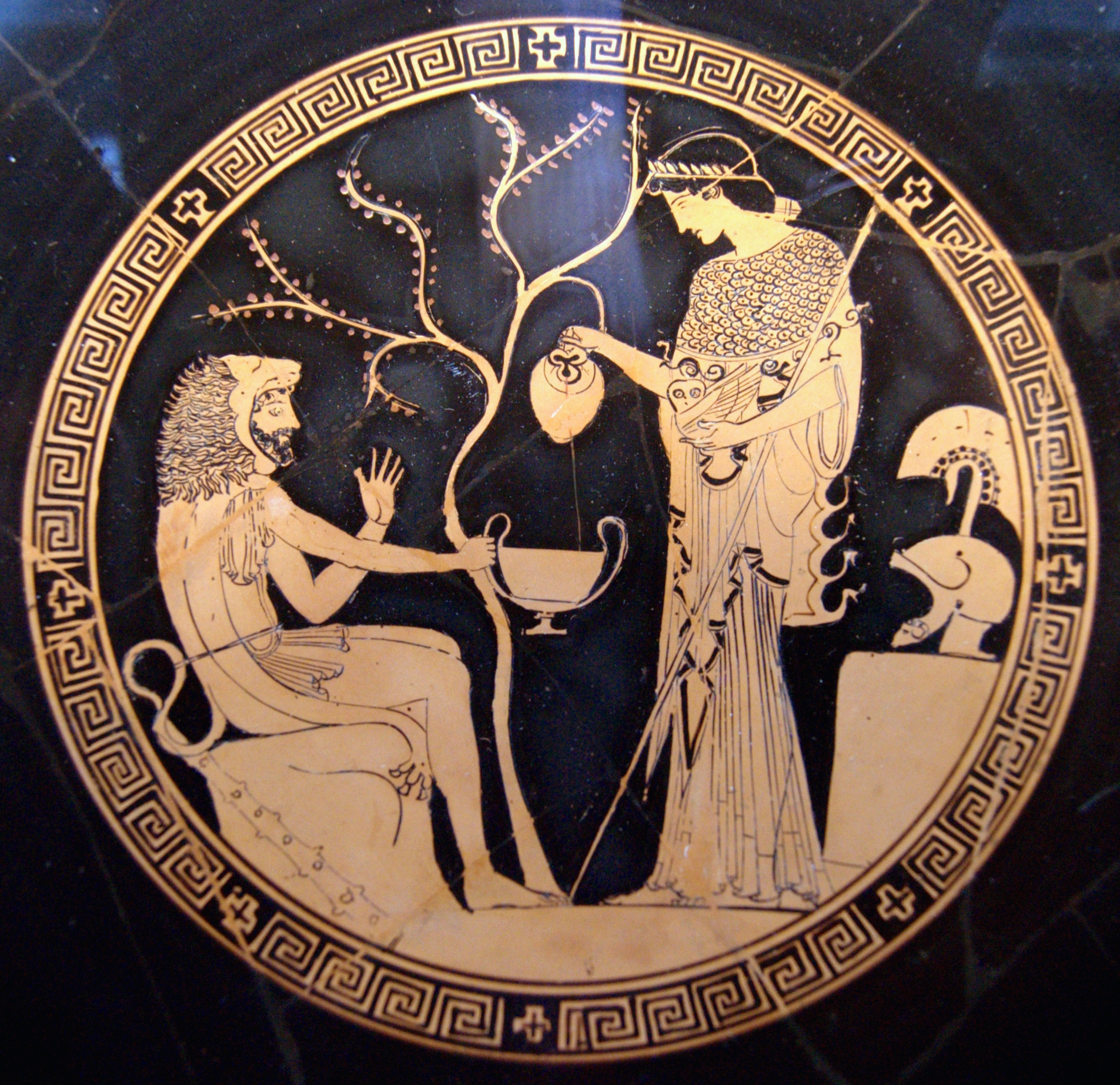
Вазописець Дуріс. Геракл і Афіна, бл. 480–470 рр. до н.е. Мюнхен
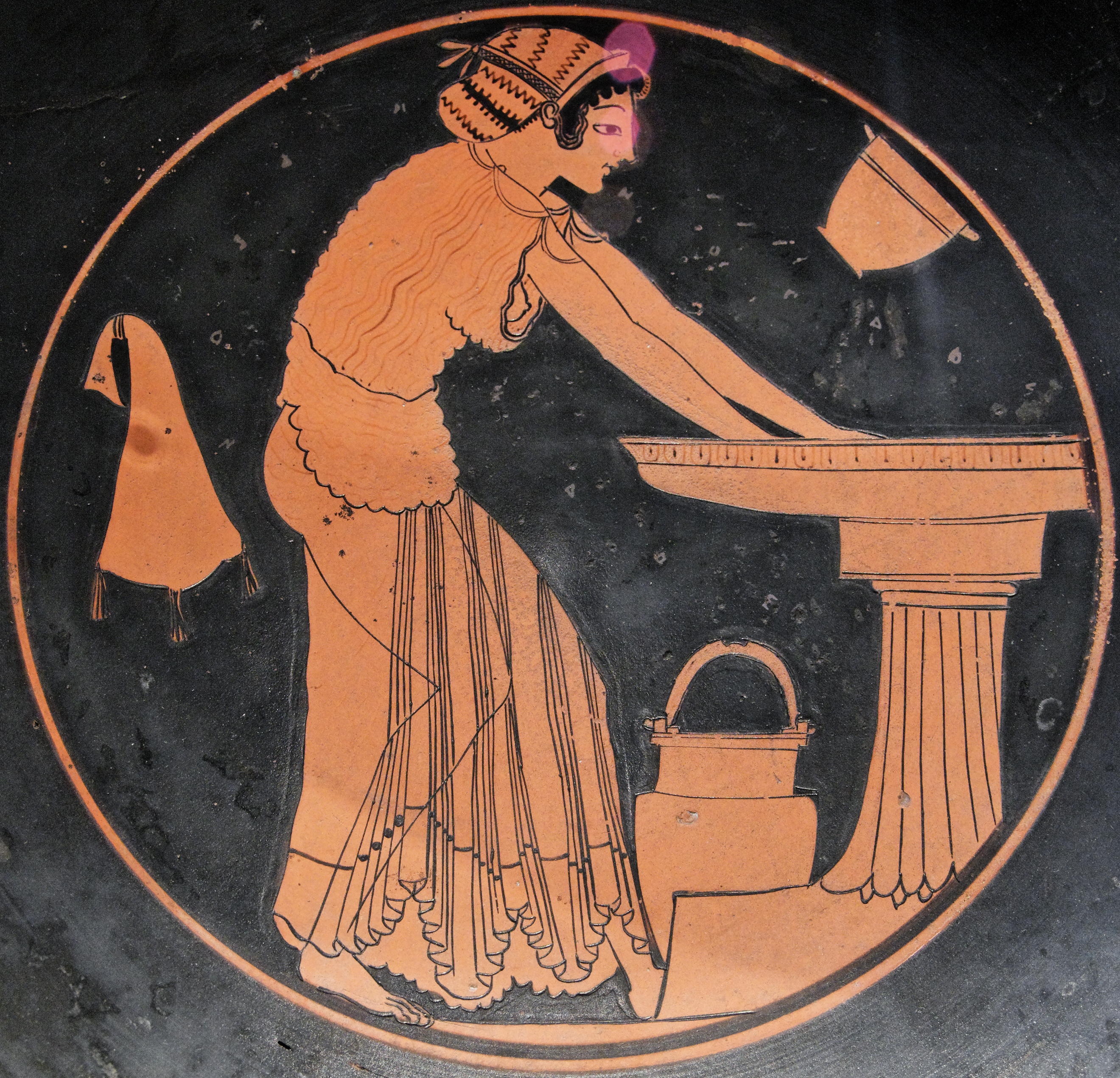
Коло Дуріса, сцена умивання, Музей мистецтва Метрополітен